# Liancalus shandonganus
Liancalus shandonganus är en tvåvingeart som beskrevs av Yang 1998. Liancalus shandonganus ingår i släktet Liancalus och familjen styltflugor. Inga underarter finns listade i Catalogue of Life.